# Fauja Singh
Pour les articles homonymes, voir Singh.
Fauja Singh, prétendu né le 1er avril 1911 à Beas Pind dans le Pendjab (Raj britannique),, et mort le 14 juillet 2025 à Jalandhar (Inde), est un athlète amateur britannique d'origine indienne , détenteur de plusieurs records du monde d'athlétisme pour les tranches d'âge des plus de 90 ans et des plus de 100 ans — dont ceux du marathon. Il est le premier centenaire à avoir terminé un marathon.
En 2015, à l'âge de 103 ans, il est décoré de la Médaille de l'Empire britannique, pour « services rendus au sport et aux activités caritatives ».

## Carrière
Fauja Singh grandit dans un village du Pendjab. De constitution fragile, il est choyé par sa famille et ne parvient à marcher qu'à partir de l'âge de 5 ans. Jamais scolarisé, il travaille comme fermier assistant dès son enfance.
Sikh et fermier de profession, il émigre au Royaume-Uni à l'âge de 81 ans, et vit à Ilford dans l'Essex,.

### Débuts à 88 ans
Fauja Singh se met sérieusement à la course de fond à l'âge de 88 ans, après le décès de son épouse, d'une de ses filles (morte en couche en Inde) et de l'un de ses fils (tué par des débris volants lors d'une tempête en Inde), et participe tout d'abord à une épreuve de vingt kilomètres. En 2000, à l'âge de 89 ans, il prend part au marathon de Londres, son premier marathon, pour le compte de BLISS, une association caritative pour les enfants prématurés. Il la termine en 6 h 54, battant ainsi de 58 minutes le précédent record du monde pour un homme de plus de 85 ans. En cinq années, il prend part à sept marathons (ainsi que « de très nombreux semi-marathons »), dont celui de Toronto en 2003, où il établit en 5 h 40 min 1 s le record du monde pour un homme de plus de 90 ans,,,,.

### À partir de 100 ans
En 2011, Fauja Singh continue à courir « entre 13 km et 16 km par jour à l'entraînement, alternant entre la course et la marche ». Ayant atteint l'âge de 100 ans, et étant donc entré dans une nouvelle catégorie d'âge, il prend part à des courses sur plusieurs distances (du 100 mètres au 5 000 mètres), établissant en une seule journée, le 13 octobre 2011, huit records du monde pour un homme de 100 ans ou plus, et devenant le « centenaire le plus rapide de tous les temps ». Pour quatre de ces distances, il existait un record pour les plus de 100 ans ; il bat le record du 100 mètres (29 s 83) en 23 s 40, celui du 200 mètres (1 min 17 s 59) en 52 s 23, celui du 400 mètres (3 min 41 s 0) en 2 min 13 s 48, et celui du 1 500 mètres (16 min 46 s 0) en 11 min 27 s 0. Il est le premier centenaire à finir une course de 3 000 mètres ou plus,,,,.
Trois jours plus tard, il participe au marathon de Toronto — son premier marathon depuis huit ans. Comme aucun homme de 100 ans ou plus n'avait terminé un marathon, il lui suffisait de terminer sa course pour établir un record du monde pour cette classe d'âge. En courant le marathon du 16 octobre 2011 en 8 h 25 min 16 s, il devient ainsi à 100 ans la plus vieille personne à avoir couru un marathon, et établit le record du monde pour sa catégorie d'âge.
Il est végétarien,, et s'est notamment associé à PETA, apparaissant sur l'une de leurs affiches (pour démontrer un lien entre la santé et le végétarisme), et représentant l'association lors d'événements sportifs. Il a également représenté des associations caritatives telles la British Heart Foundation (en), qui soutient la recherche contre les maladies cardio-vasculaires,,.

### Retraite et mort
À 101 ans, Fauja Singh annonce son départ à la retraite après le marathon de Hong Kong 2013. En janvier 2016, toutefois, à l'âge de 104 ans, il participe à un marathon à Bombay. À l'âge de 105 ans, à l'invitation d'une fondation de lutte contre le diabète, il s'exprime publiquement dans la Municipalité régionale de Peel, au Canada, pour conseiller les habitants sur leur mode de vie pour se prémunir contre le diabète.
En juin 2018, à l'âge de 107 ans, il participe à une course de membres du temple sikh Ramgharia au parc Cannon Hill à Birmingham, pour promouvoir un mode de vie sain auprès de la communauté sikh de la ville. En 2019, à l'âge de 108 ans, il ne court plus, en raison d'une hernie, mais continue de marcher quelque 8 km par jour.
En 2020, les éditions Penguin Books publient un livre pour enfants retraçant la vie de Fauja Singh. Écrit par un Texan sikh, Simran Jeet Singh, il s'intitule Fauja Singh Keeps Going (Fauja Singh ne s'arrête pas), et inclut une préface de l'athlète,. En janvier 2021 est annoncée la préparation d'un film biographique, Fauja, à Bollywood. Il sera réalisé par Omung Kumar (en), réalisateur du film Mary Kom.
En avril 2023, à l'âge de 112 ans, il assiste à un marathon à Delhi et encourage les participants. Le 14 juillet 2025, lors de sa promenade quotidienne, il est renversé par un SUV alors qu'il traverse, dans son village natal et près de son domicile, la route de raccordement à la Route nationale 1. Blessé à la tête, il est transporté à l'hôpital, mais meurt de sa blessure, à l'âge de 114 ans. Le conducteur de la voiture, qui ne s'arrête pas pour lui porter secours, est identifié et arrêté. L'Assemblée provinciale du Pendjab et le ministre en chef du Pendjab, Bhagwant Mann (en), rendent hommage à l'athlète tué. Au Royaume-Uni, Jas Athwal (en), le député de la circonscription d'Ilford-sud, où Fauja Singh vivait, lui rend également hommage,,.

## Palmarès
- 2000
  - Record du monde masculin des plus de 85 ans au marathon de Londres : 6 h 54
- 2003
  - Record du monde masculin des plus de 90 ans au marathon de Toronto : 5 h 40 min 1 s
- 2004
  - Record du monde masculin des plus de 90 ans au semi-marathon de Toronto : 2 h 29 min 59 s
- 2011
  - Records du monde masculin des plus de 100 ans :
    - 100 mètres : 23 s 40
    - 200 mètres : 52 s 23
    - 400 mètres : 2 min 13 s 48
    - 800 mètres : 5 min 32 s 18
    - 1 500 mètres : 11 min 27 s 00
    - 3 000 mètres : 24 min 52 s 47
    - 5 000 mètres : 49 min 57 s 39
    - marathon : 8 h 25 min 16 s

## Un âge néanmoins non prouvé
Les records de Fauja Singh ne sont pas certifiés et il n'a pas été homologué par le Guinness World Records, les autorités en Inde en 1911 ne délivrant pas de certificats de naissance dans les villages,. « Les citoyens du tiers-monde ont le désavantage de n'être pas pris au sérieux » indique son entraîneur Harmander Singh.